# Severobulgarska 1948
La Severobulgarska 1948 fu la 24ª edizione della massima serie del campionato di calcio bulgaro concluso con la vittoria del Septemvri pri CDV Sofija, al suo primo titolo.

## Formula
Come nella stagione precedente fu disputata una prima fase a livello regionale. I gironi furono 12 e si qualificarono alla fase finale ad eliminazione diretta 16 squadre.
Tutti i turni furono giocati con partite di andata e ritorno.

## Fase finale

### Ottavi di finale
| Squadra 1                    | Totale | Squadra 2                | Andata | Ritorno |
| ---------------------------- | ------ | ------------------------ | ------ | ------- |
| Levski Sofia                 | 2 - 0  | Ljubislav Burgas         | 2 - 0  | 0 - 0   |
| Aprilov Gabrovo              | 1 - 4  | Septemvri pri CDV Sofija | 0 - 2  | 1 - 2   |
| Hristo Mihajlov Mihajlovgrad | 6 - 13 | Marek Dupnica            | 3 - 4  | 3 - 9   |
| Benkovski Vidin              | 4 - 0  | Lokomotiv Ruse           | 2 - 0  | 2 - 0   |
| Spartak Sofia                | 3 - 0  | Ilinden Petrič           | 2 - 0  | 1 - 0   |
| TVP Varna                    | 7 - 3  | Loko Stara Zagora        | 1 - 1  | 6 - 2   |
| Spartak Pleven               | 1 - 4  | Slavia Plovdiv           | 1 - 1  | 0 - 3   |
| Botev Plovdiv                | 2 - 4  | Spartak Varna            | 2 - 3  | 0 - 1   |

### Quarti di finale
| Squadra 1       | Totale | Squadra 2                | Andata | Ritorno |
| --------------- | ------ | ------------------------ | ------ | ------- |
| Benkovski Vidin | 1 - 6  | Septemvri pri CDV Sofija | 0 - 4  | 1 - 2   |
| Marek Dupnica   | 2 - 0  | Spartak Sofia            | 2 - 0  | 0 - 0   |
| Levski Sofia    | 7 - 3  | Slavia Plovdiv           | 4 - 0  | 3 - 3   |
| TVP Varna       | 2 - 6  | Spartak Varna            | 2 - 2  | 0 - 4   |

### Semifinali
| Squadra 1     | Totale | Squadra 2                | Andata | Ritorno |
| ------------- | ------ | ------------------------ | ------ | ------- |
| Spartak Varna | 2 - 6  | Septemvri pri CDV Sofija | 1 - 2  | 1 - 4   |
| Levski Sofia  | 6 - 3  | Marek Dupnica            | 3 - 1  | 3 - 2   |

### Finale
La partita di andata venne disputata il 5 e quella di ritorno il 9 settembre 1948. Entrambe le gare vennero giocate a Sofia.
| Sofia 5 settembre 1948 | Septemvri pri CDV Sofija | 1 – 2 | Levski Sofia |  |

| Sofia 9 settembre 1948 | Levski Sofia | 1 – 3 | Septemvri pri CDV Sofija |  |

## Verdetti
- Septemvri pri CDV Sofija Campione di Bulgaria 1948